# أورلاندو سمارت
أورلاندو سمارت (1971 بالولايات المتحدة - ) (بالإنجليزية: Orlando Smart)‏ هو لاعب كرة سلة أمريكي في مركز هجوم خلفي.

## وصلات خارجية
- أورلاندو سمارت على موقع كلية كرة السلة في سبورتس رفرنس.كوم (الإنجليزية)